# Back-to-back-Filmproduktion
Unter einer Back-to-back-Filmproduktion versteht man die Produktion mehrerer Filme einer Filmreihe zusammen. Dieses Verfahren wird oft angewandt, um Kosten und Zeit zu sparen. Veröffentlicht werden die Filme bei einer Back-to-back-Produktion jedoch nicht gleichzeitig. In den meisten Fällen wird eine Zeitspanne von etwa einem Jahr zwischen die Veröffentlichungstermine gelegt.
Voraussetzung einer Back-to-back-Produktion ist, dass vor Produktionsbeginn bereits fest steht, dass mehrere Filme produziert werden sollen. In Fällen einer potentiellen Trilogie wird daher oft der erste Teil separat produziert und im Fall eines kommerziellen Erfolgs Teil 2 und 3 als Back-to-back-Produktion.

## Beispiele
- Die Filmtrilogien Der Herr der Ringe und Der Hobbit
- Matrix Reloaded und Matrix Revolutions
- Kill Bill – Volume 1 und Kill Bill – Volume 2
- Pirates of the Caribbean – Fluch der Karibik 2 und Pirates of the Caribbean – Am Ende der Welt
- Die Tribute von Panem – Mockingjay Teil 1 und Die Tribute von Panem – Mockingjay Teil 2
- Fifty Shades of Grey – Gefährliche Liebe und Fifty Shades of Grey – Befreite Lust
- Zurück in die Zukunft II und Zurück in die Zukunft III
- James Cameron plante, eine dreiteilige Fortsetzung von Avatar – Aufbruch nach Pandora back-to-back zu produzieren; diese wurde jedoch in zwei Einheiten mit jeweils zwei Filmen geändert, als die Fortsetzungsanzahl auf insgesamt vier erhöht wurde.
- Die zwei Fortsetzungen zu Halloween sollten back-to-back produziert werden.